# Рябов Володимир Володимирович
Рябов Володимир Володимирович (рос. Рябов Владимир Владимирович; 15 жовтня 1950, Челябінськ, РРФСР, СРСР) — радянський і російський композитор та піаніст. Заслужений діяч мистецтв Росії (1995).

## Біографічні відомості
У 1970 році поступив у Московську консерваторію, якої два рази виключався за нонконформістські вислови. У 1977 році закінчив Музично-педагогічний інститут ім. Гнесіних по класу композиції професора А. І. Хачатуряна, по класу фортепіано — самостійно. У 1979 році — аспірантуру Ленінградської консерваторії у професора Б. О. Арапова.
У 1977—1981 роках викладав у Ленинградській і Свердловській консерваторіях. Гастролював як піаніст в Росії і за кордоном.
Автор музики до фільмів Одеської кіностудії: «Двоє в пісках» (1984, т/ф), «Поживемо — побачимо» (1985), «Матрос Железняк» (1986), «Щеня» (1988). 
Англійська фірма «Кромвелл продакшн» записала компакт-диск з творами Шопена у його виконанні.
Лауреат I Міжнародного конкурсу композиторів ім. С. С. Прокофьєва (1991). Заслужений діяч мистецтв Російської Федерації (1995). Академік Міжнародної академії мистецтв (1998). Нагороджений Золотою Пушкінською медаллю (1999) і Золотою медаллю Спілки московських композиторів (2010).
Проживає в Москві і Гельсінкі.

## Основні твори
- «Маша та Ведмідь» — опера-казка
- 4 симфонії
- Концерт вальсів
- «Різдвяна зірка»
- «Три сторінки з альбому невідомого художника»
- «В країні північного сонця» для симфонічного оркестру
- «Серенада» та Пісні без слів для струнного оркестру
- 5 струнних квартетів
- камерно-інструментальні твори різних складів (сонати, сюїти, тріо, цикли, сольні твори великої форми — близько 30)
- хорові цикли та кантати (духовні та світські — 16)
- фортепіанна музика
- музична панорама «Європейські собори» у 7 циклах для різних складів
- оркестрові транскрипції
- вокальні цикли на вірші російських поетів, і також У. Шекспіра, Ф. Шиллера, Э. По, Ф. Гарсіа Лорки (21)
- твори для дітей; музика до художніх кінофільмів (10)

## Фільмографія
- «Двоє у пісках» (1984, т/ф, реж. В. Лисенко)
- «Поживемо — побачимо» (1985, реж. О. Полинніков)
- «Матрос Железняк» (1986, реж. В. Дудін)
- «Цуценя» (1988, реж. О. Гришин)
- «Повістка до суду» (1988, реж. В. Дудін)
- «Під небом блакитним...» (1989, реж. В. Дудін)
- «Біс» (1991, реж. В. Дудін) та ін.